# Xeno-canto
Xeno-canto (estilizado como xeno-canto) es un proyecto y repositorio de ciencia ciudadana en el que voluntarios graban, archivan y anotan grabaciones de cantos y llamadas de aves. Desde su lanzamiento en 2005, ha recopilado más de cuatrocientas mil grabaciones de sonido de más de diez mil especies en todo el mundo, y se ha convertido en una de las mayores colecciones de sonidos de aves en el mundo. Todas las grabaciones se publican bajo una de las licencias Creative Commons, incluidas algunas con licencias abiertas.
Los datos de xeno-canto se han reutilizado en muchos artículos científicos. También ha sido la fuente de datos para un desafío anual sobre el reconocimiento automático del canto de los pájaros («BirdCLEF») desde 2014, realizado como parte de la CLEF (Conference and Labs of the Evaluation Forum).
El sitio web cuenta con el apoyo de varias instituciones académicas y de observación de aves en todo el mundo, y su principal apoyo se encuentra en los Países Bajos.